# Dexia nigripes
Dexia nigripes är en tvåvingeart som beskrevs av Macquart 1835. Dexia nigripes ingår i släktet Dexia och familjen parasitflugor.
Artens utbredningsområde är Frankrike. Inga underarter finns listade i Catalogue of Life.